# Позайич, Младен
Младен Позайич (хорв. Mladen Pozajić; 6 марта 1905, Жупанья — 28 марта 1979, Сараево) — хорватский композитор, дирижёр и музыкальный педагог. Брат Мелиты Лоркович.
Начинал как пианист — в частности, аккомпанировал Ладиславу Миранову 15 мая 1926 года при исполнении Первой сонаты Бетховена для скрипки и фортепиано, трансляцией которой Загребское радио открыло своё музыкальное вещание.
Преподавал дирижирование — до конца 1940-х гг. в Загребской музыкальной академии, а затем в Сараеве. Среди учеников Позайича по Загребу, например, Эмиль Коссетто, по Сараеву — Джордже Новкович.